# Człowiek ringu
Człowiek ringu (ang. Cinderella Man) – amerykańskiej dramat biograficzny w reżyserii Rona Howarda.

## Fabuła
Film przedstawia biografię legendarnego boksera – Jima Braddocka. Bokser po serii przegranych postanawia odejść od sportu. W tym czasie ima się wielu zajęć aby utrzymać rodzinę. Po wielu latach postanawia wrócić na ring. Tam ma zmierzyć się z zawodnikiem, który słynie z uśmiercania swoich przeciwników.

## Obsada
- Russell Crowe – Jim Braddock
- Renée Zellweger – Mae Braddock
- Paul Giamatti – Joe Gould
- Craig Bierko – Max Baer
- Paddy Considine – Mike Wilson
- Bruce McGill – Jimmy Johnston
- David Huband – Ford Bond
- Connor Price – Jay Braddock
- Matthew G. Taylor – Primo Carnera
- Rosemarie DeWitt − Sara Wilson
- Artur Binkowski – Corn Griffin

## Nagrody
Film był nominowany do trzech Oscarów: za najlepszy montaż, charakteryzację oraz dla najlepszego aktora drugoplanowego. Człowiek ringu był także kilkukrotnie nominowany do Złotych Globów oraz nagród BAFTA.